# Кетмен
Кетмен (на казахски: Кетпен жотасы, Ұзынқара; на уйгурски: Катман; на руски: Кетмень) е планински хребет в Северен Тяншан, разположен на територията на Казахстан (Алматинска област) и Китай (Синдзян-уйгурски автономен регион). Простира се от запад на изток на протежение около 350 km, южно от долина на река Или. На запад и югозапад достига до долината на река Шарин (Чарин, ляв приток на Или, а на изток и югоизток – до долината на река Текес (лява съставяща на Или). Максимална височина 3745 m, (43°22′49″ с. ш. 81°17′27″ и. д. / 43.380278° с. ш. 81.290833° и. д.), издигаща се в източната му част, на китайска територия. Други по-високи върхове са: Небесна (3652 m), Дердамти (3410 m). Изграден е от ефузивни скали и варовици, пронизани от интрузивни гранити. От южното му подножие води началото си река Шарин (Чарин). Върховете му са плоски, склоновете стръмни, разчленени от дълбоки долини. Долните части на склоновете му са покрити със степна растителност, а нагоре следват тяншански смърчови гори и пасища.

## Топографска карта
- К-44-А М 1:500000[2]
- К-44-Б М 1:500000[3]